# Coelomomycetaceae
Coelomomycetaceae är en familj av svampar. Enligt Catalogue of Life ingår Coelomomycetaceae i ordningen Blastocladiales, klassen Blastocladiomycetes, divisionen Blastocladiomycota och riket svampar, men enligt Dyntaxa är tillhörigheten istället ordningen Blastocladiales, klassen Chytridiomycetes, divisionen pisksvampar och riket svampar.
|                   | Physodermataceae                                             |
|                   |                                                              |
| Coelomomycetaceae | \| \| Coelomomyces \| \| \| \| \| \| Callimastix \| \| \| \| |
|                   | \| \| Coelomomyces \| \| \| \| \| \| Callimastix \| \| \| \| |
|                   | Blastocladiaceae                                             |
|                   |                                                              |
|                   | Catenariaceae                                                |
|                   |                                                              |
|                   | Sorochytriaceae                                              |
|                   |                                                              |
|                   | Coelomycidium                                                |
|                   |                                                              |
|                   | Coelomomyces                                                 |
|                   |                                                              |
|                   | Callimastix                                                  |
|                   |                                                              |

|  | Coelomomyces |
|  |              |
|  | Callimastix  |
|  |              |